# 浅見光彦シリーズ (TBSのテレビドラマ)
『内田康夫サスペンス 浅見光彦シリーズ』は、1994年から2019年までTBS系で放送されたテレビドラマシリーズ。歴代の主演は辰巳琢郎（第1作 - 第13作）、沢村一樹（第14作 - 第31作）、速水もこみち（第32作 - 第35作）、平岡祐太（新第1作 - 新第5作）。
放送枠は「月曜ドラマスペシャル」（第1作 - 第15作）、「月曜ミステリー劇場」（第16作 - 第21作）、「月曜ゴールデン」（第22作 - 第35作）、「月曜名作劇場」（新第1作 - 新第5作）。

## 概要
このうち沢村一樹版は2009年10月21日から12月16日まで「水曜劇場」枠で『浅見光彦〜最終章〜』と題して連続ドラマ化され放送され、この『浅見光彦〜最終章〜』で光彦以外の浅見家の出演者が変更され、この作品放送後に制作された2時間ドラマ版の第29作以降も光彦以外の浅見家の出演者も変更されている。なお、沢村一樹は「浅見光彦シリーズ31箸墓幻想」の番組宣伝のために2012年9月3日に『はなまるマーケット』に出演した際には、沢村版の初回となる「浅見光彦シリーズ14」の一部が放送されたほか、過去に自らが浅見役以外で出演したこと（「浅見光彦シリーズ11　蜃気楼」）も紹介された。
「フジテレビ版」では、中村俊介と榎木孝明による「現在の光彦と過去の光彦の共演」が実現しているが、TBS版でもこの共演が実現している。沢村が光彦役を担当した「漂泊の楽人」では、1982年放送の『後鳥羽伝説殺人事件』で光彦を演じた国広富之が刑事役で沢村と共演。1986年に『小樽殺人事件』（テレビ朝日・「土曜ワイド劇場」）で光彦を演じた篠田三郎は、速水と平岡による光彦との共演を果たしている（速水とは『天河伝説殺人事件』、平岡とは『平家伝説殺人事件』で共演）。
キャスティングの特徴として、コメディアンやお笑いタレントを多く起用している。役柄は浅見の素性を疑い、問い合わせた結果手のひらを返して平謝りする地元警察の管理職役が多く、ドラマのコメディリリーフを担っている。コント赤信号のメンバー3人は、本シリーズでいずれも県警刑事役として登場経験がある。

## キャスト

### 浅見家
浅見光彦
演 - 辰巳琢郎（第1作 - 第13作）、沢村一樹（第14作 - 第31作）、速水もこみち（第32作 - 第35作）、平岡祐太（新第1作 - 新第5作）
ルポライター。雑誌「旅と歴史」のライター。大学の卒論テーマは「万葉集」（第31作）。父は光彦が13歳のときに死亡（新第4作）。
浅見祐子
演 - 林美穂（第14作）、秋月三佳（新第2作・新第5作〈回想〉）
10年前に土砂崩れの事故で亡くなった光彦と陽一郎の妹（第14作）。新第2作では、12年前に火災事故で亡くなったという設定に変更されている。
浅見和子
演 - 山本郁子（第1作 - 第28作）、鳥居かほり（第29作 - 第35作）、魏涼子（新第1作 - 新第5作）
陽一郎の妻。光彦の義姉。
浅見陽一郎
演 - 村井国夫（第1作 - 第28作）、風間杜夫（第29作 - 第35作）、石丸幹二（新第1作 - 新第5作）
光彦の兄。警察庁刑事局局長。
浅見雪江
演 - 加藤治子（第1作 - 第28作）、佐久間良子（第29作 - 第35作）、竹下景子（新第1作 - 新第5作）
光彦と祐子と陽一郎の母。光彦の取材先によく現れる。

### その他
吉田須美子
演 - 井上彩名（第1作 - 第14作）、八木田麻衣（第15作 - 第17作）、武重裕子（第18作 - 第22作）、白石マミ（第23作 - 第26作）、梶原麻莉子（第27作・第28作）、田村愛（第29作 - 第34作）、三橋愛永（第35作）、浦まゆ（新第1作 - 新第5作）
浅見家のお手伝い。通称「すみちゃん」。雪江の旅行に同伴することも多い。

### ゲスト
辰巳琢郎版（第1作 - 第13作） / 沢村一樹版（第14作 - 第31作） / 速水もこみち版（第32作 - 第35作） / 平岡祐太版（新第1作 - 新第5作）
★（ヒロイン）

#### 辰巳琢郎版（第1作 - 第13作/1994年 - 2000年）
第1作「高千穂伝説殺人事件」（1994年）
- 本沢千恵子（ヴァイオリニスト） - 高木美保 ★
- 安在晃一（宮崎県警高千穂警察署 刑事） - 平田満
- 富沢（宮崎県警高千穂警察署 刑事課長） - エド山口
- 田坂英男（国土起業 社長） - 中村孝雄
- 奈良橋勝也（国土起業 社員） - 坂田金太郎
- 三上克夫（国土起業 社員・偽名「安井」） - 金子研三
- 本沢の部下 - 重松収
- 伊東三郎（国土起業 会長） - 木田三千雄
- 長田隆文（10年前から市川の世話をしている男） - 中康治
- 内田康夫（作家・神楽の見物人） - 内田康夫（本人役）
- 市川要一（旧日本軍陸軍少尉・延岡自動車運送 元委員長） - 天本英世
- 本沢誠一（会社部長・千恵子の父） - 仲谷昇

第2作「天城峠殺人事件」（1994年）
- 小林朝美（小林の娘） - 藤田朋子 ★
- 桜井夕紀（アイドル歌手） - 古柴香織
- 武上清作（プロダクション社長） - 河原崎長一郎
- 安田剛（静岡県警伊豆下田東警察署 警部） - きたろう
- 藤田（夕紀のマネージャー） - 河西健司
- 小林章夫 - 下元勉
- レポーター - 向井恭介

第3作「隅田川殺人事件」（1995年）
- 小松美保子（絵描き・池沢の姪） - 床嶋佳子 ★
- 前川（警視庁築地中央警察署 刑事） - ベンガル
- 安藤弘光（東江信用金庫西浅草支店 職員・隆子の上司・「銀座ヨットハーバー」3代目オーナー） - 大河内浩
- 瀬沼京子（鷹州物産 社員・園部の部下） - 景山仁美
- 津田芳美（「津田屋」女将・隆子の母） - 今井和子
- 「あけぼのアパート」管理人 - 片岡富枝
- 園部（鷹州物産 庶務課長） - 山崎大輔
- 丸山（警視庁築地中央警察署 刑事・前川の部下） - 渡祐志
- 津田義隆（「津田屋」主人・隆子の父） - 小瀬格
- 浅見光彦が見た夢の中の女 - 松井紀美江
- 佐々木辰子（鷹州物産 社員・園部の部下・「あけぼのアパート」入居者） - 志水希梨子
- 津田浩子（隆子の親戚） - 阪上和子
- 池沢英二（池沢土木設計事務所 所長・建築家・新郎） - 細川俊之
- 津田隆子（東江信用金庫西浅草支店 職員・新婦） - 野沢由香里
- 津田次郎（隆子の親戚） - 山崎満
- レポーター - 西村和彦（本人役）
- 警官 - 向井恭介
- 東都デパート 店員 - 真日龍子

第4作「佐渡伝説殺人事件」（1995年）
- 駒津良雄（会社専務） - 山崎満
- 三輪昭二（明応学院大学 教授・駒津の旧友） - 塚本信夫
- 谷田部健司（代議士・駒津と三輪の同級生） - 森山周一郎
- 駒津彩子（駒津の娘） - 若林志穂 ★
- 林道子 - 佳那晃子 ★
- 塚原為男（出版社編集長・本名「佐美為男」） - 斉木しげる
- 宮本（警視庁捜査一課 刑事） - 橋本功
- 磯部（新潟県警佐渡中央警察署 刑事） - 市川勇
- 三田（新潟県警佐渡中央警察署 刑事） - 安食剛
- 駒津（駒津の妻） - 葦原邦子
- 松田（警視庁王子南警察署 刑事） - 向井恭介
- 馬場（警視庁王子南警察署 署長） - 田山涼成
- 井端（中学校教師・塚原の同級生） - 佐渡稔

第5作「城崎殺人事件」（1995年）
- 天沢まゆ子 - 五十嵐いづみ ★
- 安里利昌（実業家） - 尾美としのり
- 中富加代子（安里の母） - 松原智恵子
- 青地（兵庫県警城崎東警察署 警部） - ラサール石井
- 吉川（兵庫県警城崎東警察署 刑事） - 中根徹
- 兵庫県警城崎東警察署 署長 - 久保晶
- 井岡良二（元保全投資協会） - 本田清澄
- 井岡靖江（井岡の妻） - 水野あや
- 矢瀬耕三（矢瀬レンタカー屋 経営者） - 鶴田忍
- 横尾（兵庫県警城崎東警察署 刑事） - 小野武彦

第6作「小樽殺人事件」（1996年）
- 小山内祥江 - 高橋惠子 ★
- 津田麻衣子（祥江の実妹） - 藤谷美紀 ★
- 小山内章一（祥江の夫） - 田山涼成
- 榎本靖二（そば屋主人） - 峰岸徹
- 霜村俊澄（化学教師・祥江の元恋人） - 神保悟志
- 鳥羽（北海道札幌方面小樽中央警察署 警部） - 名古屋章
- 明本（北海道警察 警部） - ルー大柴
- 生田（刑事） - 浅野和之
- 小山内俊子 - 長谷川稀世
- 高島勝子（小山内家の長女） - 工藤明子
- 高島一美（勝子の娘） - 神崎恵
- 林田敏行（建設会社社長） - 仙波和之

第7作「風葬の城」（1996年）
- 安達理紗（会津西高等学校 教師・洋一の幼馴染） - 有森也実 ★
- 高梨良雄（高梨歯科医院 院長） - 平幹二朗
- 高梨継仁（高梨の息子・歯科医師） - 西村和彦
- 平野洋一（高梨歯科医院 歯科技工士） - 彦摩呂
- 片岡（福島県警会津警察署 刑事） - 小松政夫
- 岩永（福島県警会津警察署 刑事課長） - 白井晃
- 後藤（福島県警会津警察署 刑事） - 深谷隆
- 野上（福島県警会津警察署 刑事） - 安食剛
- 山本芳枝（洋一の元恋人） - 山下容莉枝
- 安達武春（塗り職人・理紗の父） - 左右田一平
- 安達偉志子（理紗の母・安達の妻） - 片岡富枝
- 平野浩司（塗り職人・洋一の父） - 市原清彦
- 平野郁江（平野の妻・洋一の母） - 今井和子
- 山本昭子（芳枝の義母） - 樋田慶子
- 徳瀬（殺し屋） - 渕野俊太

第8作「鳥取雛送り殺人事件」（1997年）
- 広崎多伎恵（創作人形師・芦野の娘） - 中村あずさ ★
- 松山（警視庁王子南警察署 刑事） - 今井雅之
- 松永秀久（若桜神社の宮司） - 宮川一朗太
- 佐田登茂子（ホテルの掃除婦） - 今井和子
- 平井 - 入江正徳
- 古田（警視庁王子南警察署 刑事） - せんだ光雄
- 向井玲子（松山の婚約者） - 長谷川真弓
- 溝口（警視庁王子南警察署 警部） - モト冬樹
- 片山（警視庁王子南警察署 刑事） - 渡辺寛二
- 芳井（村越総合商会 営業部長） - 須永慶
- 龍徳寺 住職 - 久保晶
- 小笠原（鳥取県警若桜警察署 刑事） - 安食剛
- 松永（松永の母） - 三條美紀
- 村越秀雄（村越総合商会 社長） - 平泉成
- 芦野鷹次郎（雛人形師） - 寺田農

第9作「天河伝説殺人事件」（1997年）
- 水上秀美（能楽師・和憲の孫娘・和鷹の異母兄妹） - 細川直美 ★
- 瀬田（警視庁西新宿警察署 刑事） - 左とん平
- 森本（警視庁西新宿警察署 刑事） - 遠山俊也
- 竹宮（能楽「水上流」高弟） - 堀内正美
- 水上和鷹（能楽師・水上流次期宗家候補・和憲の孫） - 若林謙
- 高崎義則（水上流分家の長老） - 藤岡琢也
- 広田（医師） - 山野史人
- 福本（天河神社の宮司） - 田山涼成
- 気賀沢（奈良県警吉野警察署 刑事課長） - 島崎俊郎
- 小西（奈良県警吉野警察署 刑事） - 安食剛
- 水上和春（菜津美の夫） - 岸本光正
- 川島孝司 - 笠井一彦
- 長原敏子（吉野中学校の国語教師） - 岩本多代
- 水上和憲（水上流の宗家） - 鈴木瑞穂
- 水上菜津美（秀美の母） - 赤座美代子

第10作「隠岐伝説殺人事件」（1998年）
- 滝川（島根県警浦郷警察署 刑事） - 佐藤B作
- 佐治貴恵（白倉の研究室のスタッフ） - 中山忍 ★
- 広山（島根県警捜査一課  警部） - 清水アキラ
- 小野仙一（後鳥羽上皇の祟りがあると言っている男） - 草薙幸二郎
- 佐田（隠岐発掘調査団 団長） - 佐々木勝彦
- 野田（商工観光課 係長） - 渡辺寛二
- 執事 - 庄司永建
- 隠岐発掘調査団 団員 - 佐藤直子
- 隠岐発掘調査団 団員 - 矢崎文也
- 琴野（当主の居ない村上家に住んでいる女性） - 津島恵子
- 北本（小野の弟・幼少期に北本家に養子・元漁労長） - 高松英郎
- 武彦の溺死の現場にいた青年 - 望月栄希
- 武彦（1年前に池で溺死） - 大道寺俊典
- 村上助九郎（村上家58代目当主・松江に居を移す） - 渥美國泰
- 白倉秀明（國修院大学文学部国文学科 教授） - 神山繁

第11作「蜃気楼」（1998年）
- 梶川優子（薬の行商・梶川の孫娘） - 小田茜 ★
- 高津雅志（日本薬科大学 教授） - 沢村一樹
- 和泉冴子（ファッションデザイナー・本名「多田真弓」） - 杉山亜矢子
- 今峰（京都府警宮津警察署 刑事） - 冷泉公裕
- 大山（京都府警宮津警察署 刑事課長） - 小宮孝泰
- 高宮明美（赤れんが博物館館内の喫茶店員） - 竹内都子
- 浅岡シゲル（冴子を由起仁に紹介した男） - 川原和久
- 島村（日本薬科大学 学長） - 湯浅実
- 幹瀬由起仁（冴子の恋人・ファッションデザイナー） - 大場泰正
- 幹瀬丈一郎（由起仁の父・ファッションデザイナー） - 有川博
- 梶川尋助（薬の行商・浅見家とは数十年来の付き合い） - 織本順吉

第12作「札幌殺人事件」（1999年）
- 立花穏代（クラブ「ユリアンヌ」ママ・春恵の高校時代の親友） - 鮎ゆうき ★
- 越川春恵（浅見光彦に戸田の捜索を依頼） - 深浦加奈子
- 井口（北海道札幌方面札幌中央東警察署 刑事） - 近藤芳正
- 石倉（北海道札幌方面札幌中央東警察署 刑事） - 安食剛
- 戸田亘（私立探偵） - 京晋佑
- 伊東直子（白井の婚約者・銃殺で死亡） - 佐藤友紀
- 大山高男（函館土木現業所 技術部長） - 長克巳
- 江場昭義（函館の代議士） - 大林丈史
- 白井信吾（芸能プロモーター・穏代の客） - 三浦浩一
- 徳永宗一郎（浅見光彦の亡父の知人） - 久米明

第13作「「須磨明石」殺人事件」（2000年）
- 榎坂武雄（兵庫県警西須磨警察署 警部） - 柳沢慎吾
- 吉村奈美江（吉村の妻） - 網浜直子
- 崎上由香里（神戸女子大学の学生・淳子の後輩） - 馬渕英里何 ★
- 篠原愛子（神戸女子大学教務課の職員） - ふせえり
- 前田淳子（神戸中央新聞社の記者・行方不明中） - 田中千代
- 吉村春夫（たこ焼き屋「たこ磯」従業員） - 田中実
- 松木則男（不動産会社経営） - 永倉大輔
- 岡路均（松木と交友がある男） - 響大祐
- 松木（松木の妻） - 宮田圭子
- 志水美也子（愛子の友人・10年前に誘拐される 当時女子大生） - 高橋奈弓
- 岡路（岡路の妻） - 野本美穂
- 巖根（明石原人研究会 会長・たこ焼き屋「たこ磯」経営者） - 丸岡奨詞
- 駅員 - 辻林義次
- 川上（兵庫県警西須磨警察署 部長刑事） - 金田明夫

#### 沢村一樹版（第14作 - 第31作/2000年 - 2012年）
第14作「後鳥羽伝説殺人事件」（2000年）
- 野上（広島県警三次東警察署 部長刑事） - 佐藤B作
- 野上智子（野上の妻） - 岡本麗
- 木藤孝一（北備工業 社長・池田の友人） - 高杉亘
- 池田謙二（三次東高等学校 教師） - 村杉蝉之介
- 正法寺美也子（浅見祐子の友人） - 菊地裕子
- 小野（民宿の元経営者） - 今井和子
- 石川（広島県警捜査一課 刑事） - 乃木涼介
- 有泉（広島県警三次東警察署 刑事） - まいど豊
- 桐山道夫（広島県警捜査一課 警部） - 羽場裕一
- 古書店の主人 - 久保晶
- 池田昌枝（池田の母） - 久松夕子
- 富永隆夫（尾道造船所 営業主任） - 落合順
- 森川（広島県警三次東警察署 警部補） - 津村鷹志
- 大友（広島県警三次東警察署 署長） - 石井愃一

第15作「志摩半島殺人事件」（2001年）
- 岩崎夏海（海女） - 宮本真希 ★
- 本橋幸雄（役場水産課の職員） - 高橋克実
- 本橋丹那子（本橋の妻） - 大島さと子
- 竹林誠司（三重県警志摩中央警察署 部長刑事） - 小野武彦
- 倉沢（三重県警捜査一課 警部） - 伊藤俊人
- 千葉明 - 中村方隆
- 袴田啓二郎（作家・元暴力団員） - 渡辺哲
- 袴田直美（袴田の妻） - 朝加真由美
- 野村恒雄（ルポライター） - 並樹史朗
- 野村博子（野村の妻） - 安達香代子
- 本橋嘉代（本橋の娘） - 米澤史織

第16作「坊っちゃん殺人事件」（2001年）
- 水沼真理子（水沼の孫・地元松山の女性） - 戸田菜穂 ★
- 丸山登（愛媛県警松山中央警察署 部長刑事） - 生瀬勝久
- 波戸雄二郎（波戸船舶 社長・句会「青山社」の参加者） - ベンガル
- 武田健夫（たけだ薬局 店主・句会「青山社」の参加者） - 山崎銀之丞
- 畑野（役所社会教育課の職員） - 岡本光太郎
- 稲本敦子（バーの経営者・広島在住） - 大家由祐子
- 水沼哲男（句会「青山社」の主催者） - 森塚敏
- 青木（愛媛県警松山中央警察署 刑事・丸山の部下） - 三宅弘城
- 赤木（愛媛県警松山中央警察署 副署長） - 清水綋治
- 中田（愛媛県警松山中央警察署 警部） - 谷村好一
- 猪瀬（駐在所の巡査） - よこやまよしひろ
- 水沼茂子（真理子の母） - 曽川留三子
- 律子（波戸の秘書） - 野々村のん

第17作「鬼首殺人事件」（2002年）
- 松島珠里（うどん屋店員） - 原沙知絵 ★
- 山根健夫（秋田県警雄勝警察署 刑事） - 村田雄浩
- 広田毅一（画廊経営者） - 高橋昌也
- 松島昭二（珠里の父・弁護士） - 山本紀彦
- 永倉（秋田県警雄勝警察署 刑事課長） - きたろう
- 高橋（雄勝町観光課 職員） - 大高洋夫
- 古賀英二郎（亜門工場 元会長） - 入江正徳

第18作「華の下にて」（2004年）
- 松浦登喜枝（博之の実母・丹野家の元家政婦） - 林美智子
- 丹野博之（生け花「丹正流」次期家元・婿養子） - 高知東生
- 長峰忠彦（京都府警山科中央警察署 刑事課長） - 栗田貫一
- 丹野奈緒（博之と貴子の娘・忠慶と真実子の孫） - 柳沢なな
- 平山（京都府警山科中央警察署 刑事） - 遠山俊也
- 中瀬（牧原の秘書） - 市川勇
- 諸井寧子（クラブのホステス・元芸者） - 長谷川かずき
- 高田哲郎（ルポライター） - 吉田朝
- 丹野貴子（博之の妻・忠慶と真実子の娘） - 藤井佳代子
- 清水（京都府警山科中央警察署 刑事） - 蟹江一平
- 丹野忠慶（生け花「丹正流」第38代家元） - 神山繁
- クラブのママ - 矢代朝子
- 原山トミ（入院患者・真実子に頼まれて寧子を自宅に住まわせる） - 久松夕子
- 鷹取美鈴（冬江の娘） - 奥田綾乃
- 甘味処「かげろう」店員 - 旭屋光太郎
- ホテル支配人 - 平澤洋爾
- 鷹取冬江（お茶屋「鷹の家」女将） - 白都真理
- 牧原良毅（生け花の会「日生会」代表） - 山本學（若き日：大門裕明）
- 丹野真実子（忠慶の妻） - 草笛光子（若き日：及川志津）

第19作「長崎殺人事件」（2004年）
- 松波公一郎（老舗カステラ店「松風軒」店主） - 林隆三
- 松波春香（公一郎の長女） - 宝生舞 ★
- 松波美奈子（公一郎の妻） - 長谷川稀世
- 松波千秋（公一郎の次女） - 田口寛子
- 久山柚紀子（公一郎の元恋人） - 黒田福美
- 江口紗綾子（柚紀子の妹） - 野村真美
- 吉田義一郎（長崎県警長崎北警察署 刑事課長） - ラサール石井
- 藤島（長崎県警長崎北警察署 刑事） - 岡本信人
- 宮本（長崎県警長崎北警察署 刑事） - 恵秀
- 稲垣高志（代議士） - 戸沢佑介
- 竹田（稲垣の秘書） - 新井康弘
- 園井（長崎南病院 院長） - 久富惟晴
- 田村寛之（市の観光課職員） - 福田信昭
- 三上友江 - 鳥居しのぶ
- 山岡庄次（カステラ連合組合 会長） - 仙波和之
- 荒井（企画会社社長） - 渡辺寛二
- 荒井栄子（荒井の妻） - 増子倭文江

第20作「崇徳伝説殺人事件」（2005年）
- 坂口富士子（特別養護老人ホーム「白峯園」介護士） - 真中瞳 ★
- 栗石肇（白峯園 園長・清一と妙子の長男） - 宇梶剛士
- 大原（香川県警坂出警察署 警部補） - 渡辺正行
- 栗石継男（白峯建設 社長・清一と妙子の次男） - 石橋保
- 睦子（白峯グループ 事務長） - 沖直未
- 森瀬（香川県警坂出警察署 警部） - 高橋元太郎
- 吉本（京都府警察 刑事） - 大河内浩
- 重田（暴力団「真京会」組員） - 木村栄
- 小沢滋美（白峯園 介護士） - 津川友美
- 新坂達之（ルポライター） - 杉崎政宏
- 平沼（香川県警坂出警察署 刑事） - 大橋一三
- 栗石清一（白峯グループ 会長） - 高松英郎
- 白峯園 入所者 - 森康子
- 加奈子（栗石家のお手伝い） - 川口圭子
- 諏訪部恭一（京都句会「銀竜」主催） - 江原真二郎
- 栗石妙子（清一の妻） - 有馬稲子

第21作「平家伝説殺人事件」（2005年）
- 稲田佐和（平家の落人の血を引く女性） - 黒川智花 ★
- 滝川（稲田）萌子（スナック「サルート」ホステス → Club「女優」ママ・教由の妻） - 三浦理恵子
- 稲田教由（小説家志望の無職の男・本名「伊藤善幸」） - 宮川一朗太
- 西本（警視庁麻布中央警察署 警部補） - 玉袋筋太郎
- 宮沢（警視庁麻布中央警察署 刑事） - 半海一晃
- 当山林太郎（喫茶店「藤ノ川」主人・教由の中学の同級生） - 石井英明
- スナック「サルート」ママ - 栗田よう子
- 政子（稲田夫妻が以前住んでいたアパート管理人） - 藤夏子
- 登紀子（マンション管理人） - 大草理乙子
- 三沢京子（郷土のスター） - 大坂麻実
- 堀ノ内雄作（一等航海士・浅見光彦の友人） - 田中実
- 稲田広信（佐和の祖父・教由の父） - 夏八木勲

第22作「佐用姫伝説殺人事件」（2006年）
- 成沢久子（佐橋窯の陶芸家・佐橋の弟子・幼少期に佐橋家に引き取られる） - 床嶋佳子（幼少期：岩本千波） ★
- 広山忠緒（佐橋窯の陶芸家・久子の元恋人） - 梨本謙次郎
- 村田さと子（広山の恋人） - 黒坂真美
- 大島（佐賀県警捜査一課 警部） - モト冬樹
- 景山秀太郎（京都の大学教授・美術評論家） - 黒部進
- 草間完治（新進陶芸家） - 朝倉伸二
- 佐橋仁史（佐橋の息子） - 渕野俊太
- 新城（佐賀県警唐津警察署 刑事） - 鈴木健介
- 佐用姫 - 池田香織
- 村田（魚料理「活魚 玄界」店主・さと子の父） - 松山政路
- トキ（干物売り） - 正司歌江（若き日：伊藤実珠）
- 安田（佐賀県警唐津警察署 刑事） - 金田明夫
- 佐橋登陽（有田焼の陶芸家） - 平幹二朗

第23作「藍色回廊殺人事件」（2007年）
- 今尾芙美（藍染め職人） - 遠野凪子 ★
- 今尾賀絵（大谷焼きの職人・4年前まで藍染め職人・芙美の姉） - 今村恵子
- 原沢聡（徳進建設 社員・棟方の親友） - 大浦龍宇一
- 四宮健一（徳島新報の記者） - 五代高之
- 伊奈（徳島県警捜査一課 刑事） - 石塚義之
- 市来さゆり（棟方の元婚約者） - 魏涼子
- 清水庚四郎（徳島県議会議員） - 鹿内孝
- 岸辺（徳島県警東吉野川警察署 刑事） - 樋浦勉
- 曽我部健太郎（徳進建設 元会長・2年前死亡） - 児玉謙次
- 棟方（棟方の母） - 片岡富枝
- 飛内栞（さゆりの大学の後輩・10年前に棟方の車に同乗して死亡） - 栗山かほり
- 棟方崇（徳進建設 元設計部・10年前に車の転落事故で死亡） - 高杉勇次
- 今尾武治（藍染職人・芙美と賀絵の祖父） - 若林豪

第24作「漂泊の楽人」（2007年）
- 漆原肇子（宏の妹） - 星野真里 ★
- 畑山（静岡県警沼津中央警察署 刑事） - 国広富之
- 二宮（静岡県警沼津中央警察署 刑事） - 山田雅人
- 漆原睦子（肇子と宏の母） - 宇津宮雅代
- 谷山元治（月潟「駅前食堂」の客・内海の腹心） - 不破万作
- 漆原宏（東和ファンド 元社員・浅見光彦の大学の同級生） - 池田政典
- 矢野貴志（中部日本銀行沼津支店 行員・矢野の息子・肇子の見合い相手） - 大柴隼人
- 松本（静岡県議会議員の妻・肇子と貴志の見合いの仲立ち） - 泉晶子
- 桑原（月潟村の住民） - 左右田一平
- 西田芳枝（月潟「駅前食堂」女将） - ふくまつみ
- 木村達男（時計屋主人・ボートの持ち主） - 木村靖司
- 松木健司（矢野の運転手・内海の腹心） - 手塚秀彰
- 内海英光（東和ファンド 会長） - 渡辺穣
- 浅見陽一郎の部下の刑事 - 松川真也、平尾仁、綾貴士、乙黒史誠、山中邦康
- 漆原宏を名乗った金の運び屋 - 湯沢勉
- 煉瓦の入ったバックを拾った男 - 加藤忠可
- 豊野きせ子（睦子の同級生） - 白川和子
- 矢野隆一郎（中部日本銀行沼津支店 支店長） - 大和田伸也（幼少期：児玉真楽）

第25作「姫島殺人事件」（2008年）
- 中瀬古大志（姫島の宿「八千代館」主人・元競艇選手） - 小野武彦
- 中瀬古朝子（中瀬古と芳江の娘） - 浅見れいな ★
- 中瀬古芳江（「八千代館」女将・中瀬古の妻） - 岩本多代
- 属直樹（属造船 社長・婿養子） - 堀内正美
- 浦本智文（ジャーナリスト・浅見光彦の仕事仲間） - 宮川一朗太
- 才賀雄三（大分県警国東北警察署 刑事） - 鶴田忍
- 属佳那子（蔵吉と美代の娘・直樹の妻） - 増子倭文江
- 属優貴雄（蔵吉と美代の息子） - 俊藤光利
- 中島康博（姫島の駐在所の警察官） - 山口翔悟
- 中島麻衣子（中島の妻） - 森脇英理子
- 須藤隆（三宅代議士の秘書） - 清水紘治
- 杉岡育夫（大分県警捜査一課 警視） - 清水圭
- 浦本可奈（浦本の娘） - 瓜生美咲
- 木堂（笠原の部下） - 坂本三成
- 小山（大分県警国東北警察署 刑事） - 古澤蓮
- 属（直樹と加奈子の娘） - 伊藤沙耶
- 属（直樹と加奈子の息子） - 長尾卓也
- 笠原政幸（新豊国開発 社長・属家の元使用人） - 西田健
- 属美代（蔵吉の妻） - 大森暁美
- 属蔵吉（属家当主） - 織本順吉

第26作「津和野殺人事件」（2008年）
- 朱鷺慶四郎（朱鷺家17代目 現当主） - 村田雄浩
- 杉森依子（友義と駆け落ちした女性で友義の妻・久美の母・実加代の祖母・故人） - 加藤夏希 ★
- 樋口実加代（久美の娘・友義と依子の孫娘・紀江の曾孫） - 加藤夏希（二役）
- 樋口久美（実加代の母・友義と依子の娘・紀江の孫娘・3年前 夫が死亡・旧姓：朱鷺） - いしのようこ（幼少期：山下未夢）
- 彦野敬子（朱鷺家住み込み使用人） - 洞口依子
- 宮本（警視庁巣鴨北警察署 刑事） - 大高洋夫
- 竹内栄一（実加代の養祖父・久美の養父・朱鷺家の元使用人） - 深水三章
- 朱鷺勝蔵（岡の分家 当主・朱鷺一族の長老） - 山本龍二
- 神津洋二（神津企画 社長） - 河西健司
- 朱鷺寛一（下の分家 当主） - 石田太郎
- 後藤宣子（シスター） - 長谷川稀世
- 朱鷺喜一郎（上の分家 当主） - 加門良
- 朱鷺友義（紀江の長男・依子の夫・久美の父・実加代の祖父・故人） - 渋江譲二
- 朱鷺紀江（朱鷺家故15代目当主夫人・友義の母・久美の祖母・実加代の曾祖母） - 岡田茉莉子
- 一場貴子（登紀子の娘） - 津田優
- 一場登紀子（杉森依子の娘と偽った女） - 榎本圭以子
- 遠山（島根県警津和野南警察署 署長） - 金田明夫

第27作「斎王の葬列」（2009年）
- 小宮山佳鈴（劇団「東京シャンハイボーイズ」の看板女優） - 酒井美紀 ★
- 長屋富子（明正の母・若い頃は夏岡家のお手伝い） - 音無美紀子（若き日：荻野なお）
- 塚越綾子（劇団「東京シャンハイボーイズ」マネージャー） - 藤吉久美子
- 白井貞夫（劇団「東京シャンハイボーイズ」運営者・浅見光彦の学生時代の友人） - 山崎銀之丞
- 長屋敬三（会社社長・明正の叔父） - 長谷川哲夫
- 宮武（滋賀県警捜査一課 警部） - 笑福亭笑瓶
- 江間正一（刑事） - 遠山俊也
- 長屋明正（劇団「東京シャンハイボーイズ」元劇団員・会社専務） - 土屋裕一
- 夏岡総一郎（銀行家・頼子の父） - 野村昇史
- 野元末治（34年前に倒れた鳥居に押し潰され死亡） - 山崎健二
- 野元恵子（野元の妻・野元の死後変死体で発見される） - 横尾香代子
- 34年前の村人 - 歌澤寅右衛門
- 34年前の村人 - 名取幸政
- 長屋（明正の父・敬三の兄・故人） - 永幡洋
- 小宮山頼子（佳鈴の母・夏岡家の娘） - 松原智恵子（若き日：滝裕可里）
- 佐藤博子（劇団「東京シャンハイボーイズ」劇団員） - 万善香織
- 長屋聡（会社社員・敬三の息子） - 福田賢二
- 34年前の村人 - 石井淳
- 塩田（刑事・江間の部下） - 松川真也
- 喬木正隆（劇団「東京シャンハイボーイズ」のスポンサー・喬栄建設 社長） - 山本圭（青年期：逢笠恵祐）

第28作「高千穂伝説殺人事件〜歌わない笛〜」（2009年）
- 本沢千恵子（ヴァイオリニスト） - 戸田菜穂 ★
- 長田幹夫（役場職員） - 鈴木一真
- 安在晃一（宮崎県警高千穂警察署 刑事） - 渡辺いっけい
- 富沢（宮崎県警高千穂警察署 刑事課長） - 酒井敏也
- 伊東三郎（国土起業 会長） - 品川徹
- 三原智之（鹿児島音楽大学 教授） - 神保悟志
- 笹倉正直（鹿児島県議会議員） - 勝部演之
- 夏井康子（鹿児島音楽大学 臨時講師） - 小野真弓
- 戸川健介（康子の婚約者） - 少路勇介
- 本沢誠一（丸の内物産 部長・千恵子の父） - 竜雷太
- 田坂栄男（国土起業 社長） - 飯田基祐
- 三上克夫（国土起業 社員） - 渡辺寛二
- 帆村（元町会議員） - 星村晃
- 笹倉克子（笹倉の妻） - 藤田朋子（少女期：原菜乃華）
- 室口雄吾（西日本総合開発 社長） - 寺田農
- 市川要一（郷土史家） - 神山繁

第29作「菊池伝説殺人事件」（2011年）
- 菊池由紀（菊池一族） - 黒谷友香 ★
- 丸山寿夫（長野県警察 刑事） - 六角精児
- 水野（熊本県警察 警部） - 温水洋一
- 菊池清文（義友の息子・菊池一族） - 石井正則
- 辻綾一（由紀の恋人・菊池貫平の子孫） - 長谷川朝晴
- 巡査 - 野添義弘
- 菊池武信（菊池一族・菊池会会長・肥後菊池家本家） - 江原真二郎
- 前田（熊本県警察 刑事） - 渡辺寛二
- 菊池貫平（秩父事件の参謀長・菊池一族の不倶戴天の敵） - 古舘一也
- 石川（長野県警察 刑事・丸山の部下） - 中村大悟
- 菊池武明（由紀の父・菊池一族） - 中丸新将
- 菊池義友（武明の弟・菊池一族） - 金田明夫

第30作「化生の海」（2011年）
- 三井所節代（漁協の従業員・剛史の妻） - 市毛良枝
- 三井所園子（北海洋酒のガイド嬢・剛史と節代の娘） - 石橋杏奈 ★
- 山科三郎（北陸中央新聞加賀通信局の記者） - 渡部豪太
- 小林（石川県警加賀警察署 部長刑事） - 古田新太
- 横山（石川県警捜査一課 警部） - 木村祐一
- 三井所剛史（北海漁具 店主・武三の釣り仲間） - 新井康弘（幼少期：巨勢竜也）
- 原田（筑前津屋崎人形巧房の職人） - 小林勝也
- 鎌田晴枝（北陸中央新聞加賀通信局の記者） - 山下裕子
- 漁協の事務員 - 曽川留三子
- 宇戸佳代（元女優・芸名「深草千尋」） - 藤村志保（若き日：水谷妃里）
- 島瀬譲志（宇戸水産 次期社長・武三の甥） - 二階堂智
- 石川県警加賀警察署 刑事 - 田島俊弥
- 宇戸武三（宇戸水産 社長・佳代の弟） - 竜雷太

第31作「箸墓幻想」（2012年）
- 溝越薫（溝越史郎の妹） - 草笛光子
- 毛利忠則（奈良県警捜査一課 係長） - 恵俊彰
- 島田いづみ（畝傍考古学研究所の責任者） - 河合美智子
- 丸岡孝郎（畝傍考古学研究所の研究員・小池の後輩） - 佐戸井けん太
- 為保有里（畝傍考古学研究所の事務員・為保と智映子の娘） - 清水由紀 ★
- 市場（奈良県警橿原警察署 警部） - 鶴田忍
- 平沢（畝傍考古学研究所の所長） - 藤田宗久
- 為保智映子（為保の妻） - 福井裕子
- 為保一之（當麻寺住職） - 左とん平
- 未知（畝傍考古学研究所の研究員） - 藤澤志帆
- 山室（畝傍考古学研究所の研究員） - 清田智彦
- 奈良県警橿原警察署 刑事 - 西村太佑
- 河野美砂緒（小池の元恋人・薫の親友） - 松原智恵子
- 小池拓郎（畝傍考古学研究所の顧問） - 北村総一朗

#### 速水もこみち版（第32作 - 第35作/2013年 - 2016年）
第32作「天河伝説殺人事件」（2013年）
- 長原敏子（小学校教諭） - 田中美佐子
- 水上秀美（能楽師・和憲の孫娘・和鷹の異母兄妹） - 黒川智花 ★
- 瀬田謙三（警視庁新宿西警察署 刑事） - 岡本信人
- 水上菜津美（秀美の実母） - 伊藤かずえ
- 水上和鷹（能楽師・水上流次期宗家候補・和憲の孫） - 窪塚俊介
- 森本（奈良県警吉野警察署 刑事） - 木下ほうか
- 福本（天河神社の宮司） - 瑞木健太郎
- 川島孝司（敏子の同級生） - 上杉陽一
- 新井佑介（奈良県警吉野警察署 刑事課長） - ラサール石井
- タケシ（敏子の生徒） - 吉澤天純
- マドカ（敏子の生徒） - 日中奈那
- マユミ（敏子の生徒） - 平岡明純
- 水上和憲（水上流宗家） - 江原真二郎
- 高崎義則（能の流派「水上流」長老） - 篠田三郎

第33作「蜃気楼」（2013年）
- 和泉冴子（着物作家・由起仁の弟子で恋人・本名「多田真弓」） - 三浦理恵子
- 高津雅志（富山薬科大学 准教授） - 葛山信吾
- 梶川優子（梶川の孫娘） - 渋谷飛鳥 ★
- 幹瀬由起仁（丈一郎の息子） - 黄川田将也
- 浅岡シゲル（丈一郎の弟子） - 朝倉伸二
- 今峰（京都府警宮津西警察署刑事） - 飯田基祐
- 美津子（多田真弓が以前住んでいたアパート管理人） - 松金よね子
- 島村千夏（島村学長の娘・高津の婚約者） - 小野麻亜矢
- 大山（京都府警捜査一課 警部） - 東貴博
- 漁師（梶川の顧客） - 山崎健二
- 山本（京都府警宮津西警察署刑事・今峰の部下） - 若林久弥
- 漁師の妻 - 横尾香代子
- 田中（田中の妻・以前は景子に厳しく当たっていた） - 吉本選江
- 田中（梶川の顧客） - 坂口進也
- 田中景子（田中の息子の嫁・前回 梶川が訪問したときは家出していた） - 柳下季里
- 幼児の母（梶川の顧客） - 万善香織
- 幹瀬丈一郎（加賀友禅の大家） - 綿引勝彦
- 梶川尋助（富山売薬・浅見家とは数十年来の付き合い） - 山本圭

第34作「壺霊」（2014年）
- 諸橋琴絵（奥宮の元妻） - 賀来千香子 ★
- 奥宮泰三（京極会幹部・奥宮建設 社長） - 鶴見辰吾
- 伊丹千寿（京都平安造形大学の学生・伊丹と佳奈の娘） - 岡本あずさ
- 伊丹勝男（古美術「正雲堂」店主） - 鶴田忍
- 伊丹佳奈（伊丹の妻・琴絵の姉） - 福井裕子
- 上田京子（大勝の弟子） - 吉田久美
- 大勝都（大勝の妻） - 根岸季衣
- 奥宮の部下 - 石母田史朗
- 暴力団員 - 高松潤
- 田村（京都府警上鴨警察署 刑事・平山の部下） - 逢笠恵祐
- 田中昌晴（京子の恋人） - 中山雄介
- 暴力団員 - 夏守陽平
- 暴力団員 - マット奥居
- 野川（京都府警捜査一課 警部） - 肥後克広（ダチョウ倶楽部）
- 大勝涼矢（大勝窯主人・京焼の大家） - 小木茂光
- 平山（京都府警上鴨警察署 刑事・以前 浅見陽一郎が京都に赴任したとき世話をした） - 金田明夫

第35作「風のなかの櫻香」（2016年）
- 櫻香（奈良聖葉女子短期大学の学生・5歳の時 養護施設「こもれびの里」から尊宮寺に引き取られる） - 志田未来（5歳：鎌田英怜奈） ★
- 春日経円（尊宮寺の尼僧・櫻香の養母） - 佐藤仁美
- 朝比奈慶尊（尊宮寺の尼僧） - 高林由紀子
- 月舘正行（月舘家当主・月舘エンタープライズ 会長・櫻香の祖父） - 品川徹
- 月舘春行（櫻香の実父・正行の長男・紫との結婚を反対され遺書を残して失踪していた） - 二階堂智
- 土田（三重県警志摩警察署 刑事） - 斎藤歩
- 葛谷健司（業界紙の記者・月舘家の元使用人） - 趙珉和
- 蓮華（尊宮寺の尼僧） - 山下裕子
- 三重県警志摩警察署 署長（浅見陽一郎の警察学校の同期） - 山崎大輔
- 伊藤（三重県警志摩警察署 刑事） - 植木祥平
- 光雲（尊宮寺の尼僧） - 万善香織
- 尊宮寺の尼僧 - 吉本選江
- 漁師 - 竹本純平
- 尊宮寺の尼僧 - 上杉二美
- 高原紫（櫻香の実母・月舘家の元お手伝い・櫻香を「こもれびの里」に預けた後 大王崎から飛び降り自殺） - 田上唯
- 奈良聖葉女子短期大学の学生 - 長澤佑香
- 櫻香の祖母 - 尾藤亜衣
- 越智大介（三重県警捜査一課 警部） - 岡田圭右（ますだおかだ）
- 七原聖子（月舘家のお手伝い） - 石野真子
- 荒井元博（月舘家執事） - 前田吟

#### 平岡祐太版（新第1作 - 新第5作/2017年 - 2019年）
第1作「漂泊の楽人 越後〜沼津・哀しき殺人者」（2017年）
- 漆原肇子（中部日本銀行沼津支店 行員・宏の妹） - 相楽樹 ★
- 漆原睦子（沼津魚市場 従業員・肇子と宏の母・旧姓「曽根」） - 原日出子（幼少期：林日葵）
- 二宮次郎（静岡県警沼津西警察署刑事一課 刑事） - 岡田浩暉
- 畑山義之（静岡県警捜査一課 警部） - 上島竜兵
- 漆原宏（保全投資協会 総務部 元次長・浅見光彦の大学時代の同級生） - 永岡佑
- 矢野貴志（中部日本銀行沼津支店 融資課長・矢野の息子） - 永嶋柊吾
- 谷山（矢野の運転手） - 石田登星
- 大井（警察官） - 鈴木正幸
- 木村達男（木村総合不動産 社長・クルーザーのオーナー） - 上杉陽一
- 角兵衛獅子の少年の母親 - 小早川真由
- 佐藤（静岡県警沼津西警察署刑事一課 刑事） - 古河耕史
- 米農家 - 野間洋子
- 獅子 - 佐藤優太郎
- 伊藤益江（月潟村の住民） - 松金よね子
- 松井タケ（睦子を知る瞽女） - 長谷川稀世（少女期：中島明子）
- 矢野隆一郎（中部日本銀行沼津支店 支店長） - 村井國夫（角兵衛獅子の少年時代：細井鼓太 / 少年期：森岡大星）

第2作「後鳥羽伝説殺人事件」（2018年）
- 野上哲男（広島県警三次中央警察署 刑事・通称「ガミさん」） - 佐藤B作
- 野上文香（三次唐麺焼「笑家」店員・野上の娘） - 森脇英理子 ★
- 桐山道夫（広島県警捜査一課 警部・入婿） - 黄川田将也
- 阿南照子（児童養護施設「聖愛悠園」園長） - 河合美智子
- 正法寺雅代（美也子の母） - 高林由紀子
- 池田謙二（広島県立三次東高等学校 歴史教師） - 水澤紳吾
- 木藤孝一（居酒屋「うまげ酒場」店主） - 阿部亮平
- 正法寺美也子（浅見祐子の友人・会社員） - 向里憂香
- 菊江（12年前の民宿の経営者） - 福井裕子
- 落合（広島県警三次中央警察署 刑事） - 吉見一豊
- 古本屋「尾道書房」店主 - 山崎健二
- 仁多旅館 従業員 - 加藤満
- 木藤の草野球のチームメイト - 平尾仁、山﨑秀樹、松川真也
- 三村達子（三次唐麺焼「笑家」店主） - 丘みつ子
- 桐山妙子（桐山の妻・桐山建設社長の娘） - 尾藤亜衣
- 三村舞子（広島県立三次東高等学校 生徒・達子の娘） - 中田青渚
- 広島県警三次中央警察署 刑事 - 吉上賢一
- 後鳥羽上皇 - 英之亮
- 大友勇治（広島県警三次中央警察署 署長） - 大和田伸也

第3作「平家伝説殺人事件」（2018年）
- 稲田萌子（スナック「サルート」ホステス・教由の妻） - 矢田亜希子
- 稲田佐和（平家の末裔） - 吉川愛 ★
- 姫 - 吉川愛（二役）
- 当山林太郎（喫茶「藤ノ川」店主） - 丸山智己（14歳：横山幸汰）
- 稲田教由（教由の身代わりを演じる男・本名「伊藤善幸」） - 窪塚俊介
- 川島（警視庁蒲田中央警察署 刑事課長・警部） - ダンカン
- 橋本大河（警視庁蒲田中央警察署 刑事・橋本の息子） - 渋谷謙人
- 泰江（萌子と君子の母） - 泉晶子
- 西本義男（警視庁蒲田中央警察署 刑事・警部補） - 佐々木睦
- 恵美（スナック「サルート」ママ） - 馬渡亜樹
- 駐在警官 - 山賀教弘
- 秀子（稲田家の近所） - 井上夏菜
- 君子（萌子の妹） - 田上唯
- 佐和の母 - 大橋繭子
- 当山の兄 - 大森大樹
- 稲田朝臣忠信（平家の落人） - 滝川拳
- 小田信雄（土木建設「オダ建商」社長・故人） - 宮田博一
- 忠信の息子（平家の落人） - 福島悠介
- 茂幸（君子の夫） - 光平崇弘
- 宮井（警視庁蒲田中央警察署 刑事） - 岡田貴寛
- 稲田教由（11歳のとき当山と一緒に藤ノ川を出る） - 岩田龍門
- 橋本克也（定年退職した元刑事） - 金田明夫
- 稲田広信（土佐和紙の作家・佐和の祖父・教由の父） - 篠田三郎

第4作「華の下にて」（2018年） - 神奈川県鎌倉市が舞台。
- 丹野真実子（忠慶の妻） - 高橋惠子（若き日：さとうほなみ）
- 丹野奈緒（博之と貴子の娘・忠慶と真実子の孫・サーファー） - 恒松祐里 ★
- 丹野博之（華道「丹正流」次期家元・婿養子） - 高橋和也
- 丹野貴子（博之の妻・忠慶と真実子の娘） - 高橋かおり
- 冬江（割烹旅館「鷹の屋」女将） - 渡辺梓
- 高田（ルポライター・光彦の元同僚） - 朝倉伸二
- サーフィン仲間 - 松下美優
- 平山一子（神奈川県警鎌倉南警察署 刑事・シングルマザー） - 藤田朋子
- 新田（神奈川県警鎌倉南警察署 署長） - 福澤朗
- 平山剛史（一子の息子） - 嶺岸煌桜
- 谷村（神奈川県警鎌倉南警察署 刑事） - 大堀こういち
- 長沢（神奈川県警鎌倉南警察署 新人刑事） - 宇乃徹
- 松浦登喜枝（博之の実母・丹正流の元弟子） - 立石涼子
- 丹野忠慶（華道「丹正流」家元・去年脳梗塞で倒れる） - 清水綋治
- 牧原良毅（カフェ「海と花」マスター） - 益岡徹（若き日：中島歩）

第5作「天城峠殺人事件」（2019年）
- 笠原清美（小林の元妻） - 市毛良枝
- 小林朝美（食品メーカー従業員・小林と清美の娘） - 谷村美月（幼少期：古田結凪） ★
- 保田友久（静岡県警下田中央警察署 刑事） - 尾美としのり
- 保田円香（友久の妻） - 須藤理彩
- 保田香菜（中学生・友久と円香の長女） - 鈴木梨央（幼少期：菅沼実優）
- 新藤芳美（「武上旅館」仲居） - ふせえり
- 佐々木伸江（「武上旅館」仲居） - 山下裕子
- 唯（「武上旅館」仲居） - 万善香織
- 広美（「武上旅館」仲居） - 大橋繭子
- 大垣洋二（コンビニの店長） - 中澤隆範
- 寺内（弁当屋） - 坂口進也
- 昌子（弁当屋） - 吉本選江
- 峰岡電機 受付 - 池田沙絵美
- 浅見陽一郎に書類の確認をする男性 - 渡辺コウジ
- 看護師 - 西浦八恵子
- ハイキングの大学生 - 小磯聡一朗、松田周、當銀祥恵
- 鈴井（静岡県警下田中央警察署 刑事） - 佐賀孔生
- 永野悠里子（「武上旅館」仲居） - 藤吉久美子
- 林田（峰岡電機 社員・小林の元部下） - 神保悟志
- 長谷部（静岡県警下田中央警察署 刑事課長） - 遠藤章造
- 保田美菜（友久と円香の次女） - 佐藤百合香
- 保田春菜（友久と円香の三女） - 渋谷南那
- 武上和真（20年前に自殺した武上と慶子の息子） - 和田慶史朗
- 冨田紗季（万引き中学生） - 渡邊れいら
- 相原薫（万引き中学生） - 松井響希
- 美月（万引き中学生） - 阪口喜叶
- 神谷（静岡県警下田中央警察署 刑事） - 佐藤貴史
- 踊り子の母 - ひがし由貴
- 保田孝志（友久の父） - 鶴田忍
- 保田弥生（友久の母） - 藤夏子
- 小林章夫（峰岡電機 元本部長） - 堀内正美
- 武上慶子（「武上旅館」女将・武上の妻） - 音無美紀子
- 武上清作（「武上旅館」主人・婿養子） - 金田明夫

## スタッフ
- 原作 - 内田康夫
- 脚本 - 石原武龍、小木曽豊斗、いとう斗士八、前川洋一、橋塚慎一、小澤俊介、早野円、林誠人、田辺満、荒井修子
- 演出 - 脇田時三、佐々木章光、藤尾隆、山内宗信、村上牧人、鈴木浩介
- 編成 - 永山由紀子、橋本孝
- 主題歌 - 水越恵子「再会の街で」[90]（番組初期）
- 現プロデューサー - 矢口久雄（テレパック）、近見哲平
- 旧プロデューサー - 渋谷未来（テレパック）、吉沢雅治（テレパック）、大久保智己（テレパック）、浅野敦也（テレパック）、千葉行利（テレパック）、釜谷正一郎（テレパック）、大高さえ子（テレパック）、山後勝英（テレパック）、沼田通嗣（テレパック）、篠原茂（テレパック）、樋口祐三（TBS）、成合由香（TBS）、井上季子、山本梨恵
- 制作 - TBS、テレパック

## 放送日程

### 辰巳琢郎版
| 話数 | 放送回 | 放送日         | サブタイトル         | 原作                                    | ヒロイン          | 脚本         | 演出       | 視聴率 |
| ---- | ------ | -------------- | -------------------- | --------------------------------------- | ----------------- | ------------ | ---------- | ------ |
| 1    | 第1作  | 1994年04月25日 | 高千穂伝説殺人事件   | 『高千穂伝説殺人事件』                  | 高木美保          | 石原武龍     | 脇田時三   |        |
| 2    | 第2作  | 11月07日       | 天城峠殺人事件       | 『天城峠殺人事件』                      | 藤田朋子          | 石原武龍     | 佐々木章光 |        |
| 3    | 第3作  | 1995年04月24日 | 隅田川殺人事件       | 『隅田川殺人事件』 （徳間文庫刊）       | 床嶋佳子          | 石原武龍     | 佐々木章光 |        |
| 4    | 第4作  | 7月31日        | 佐渡伝説殺人事件     | 『佐渡伝説殺人事件』 （角川文庫刊）     | 若林志穂 佳那晃子 | 小木曽豊斗   | 佐々木章光 |        |
| 5    | 第5作  | 10月30日       | 城崎殺人事件         | 『城崎殺人事件』                        | 五十嵐いづみ      | 石原武龍     | 脇田時三   |        |
| 6    | 第6作  | 1996年04月01日 | 小樽殺人事件         | 『小樽殺人事件』                        | 藤谷美紀 高橋惠子 | 石原武龍     | 佐々木章光 |        |
| 7    | 第7作  | 9月30日        | 風葬の城             | 『風葬の城』 （講談社刊）               | 有森也実          | いとう斗士八 | 脇田時三   |        |
| 8    | 第8作  | 1997年03月10日 | 鳥取雛送り殺人事件   | 『鳥取雛送り殺人事件』 （徳間書店刊）   | 中村あずさ        | 石原武龍     | 藤尾隆     | 17.7%  |
| 9    | 第9作  | 10月06日       | 天河伝説殺人事件     | 『天河伝説殺人事件』 （角川書店刊）     | 細川直美          | 石原武龍     | 脇田時三   | 18.2%  |
| 10   | 第10作 | 1998年03月23日 | 隠岐伝説殺人事件     | 『隠岐伝説殺人事件』 （角川書店刊）     | 中山忍            | 石原武龍     | 脇田時三   | 16.3%  |
| 11   | 第11作 | 10月26日       | 蜃気楼               | 『蜃気楼』 （講談社刊）                 | 小田茜            | 石原武龍     | 山内宗信   | 16.6%  |
| 12   | 第12作 | 1999年09月20日 | 札幌殺人事件         | 『札幌殺人事件』 （光文社刊）           | 鮎ゆうき          | 石原武龍     | 脇田時三   | 18.7%  |
| 13   | 第13作 | 2000年03月27日 | 「須磨明石」殺人事件 | 『「須磨明石」殺人事件』 （徳間書店刊） | 馬渕英里何        | 石原武龍     | 佐々木章光 | 20.5%  |

- 視聴率はビデオリサーチ調べ、関東地区・世帯・リアルタイム。

### 沢村一樹版
| 話数 | 放送回 | 放送日         | サブタイトル                      | 原作                                                         | ヒロイン   | 脚本              | 演出       | 視聴率 |
| ---- | ------ | -------------- | --------------------------------- | ------------------------------------------------------------ | ---------- | ----------------- | ---------- | ------ |
| 1    | 第14作 | 2000年09月04日 | 後鳥羽伝説殺人事件                | 『後鳥羽伝説殺人事件』 （角川書店刊）                        | －         | 石原武龍          | 脇田時三   | 19.6%  |
| 2    | 第15作 | 2001年03月19日 | 志摩半島殺人事件                  | 『志摩半島殺人事件』 （祥伝社ノンポシェット刊）              | 宮本真希   | 石原武龍          | 山内宗信   | 13.9%  |
| 3    | 第16作 | 9月24日        | 坊っちゃん殺人事件                | 『坊っちゃん殺人事件』 （中央公論社刊）                      | 戸田菜穂   | 石原武龍          | 佐々木章光 | 16.2%  |
| 4    | 第17作 | 2002年09月23日 | 鬼首殺人事件                      | 『鬼首殺人事件』 （光文社文庫刊）                            | 原沙知絵   | 前川洋一          | 藤尾隆     | 14.7%  |
| 5    | 第18作 | 2004年01月05日 | 華の下にて                        | 『華の下にて』 （幻冬舎文庫）                                | －         | 橋塚慎一          | 佐々木章光 | 15.8%  |
| 6    | 第19作 | 4月12日        | 長崎殺人事件                      | 『長崎殺人事件』 （角川文庫）                                | 宝生舞     | 石原武龍 橋塚慎一 | 山内宗信   | 14.9%  |
| 7    | 第20作 | 2005年03月14日 | 崇徳伝説殺人事件                  | 『崇徳伝説殺人事件』 （ハルキ文庫）                          | 真中瞳     | 石原武龍 橋塚慎一 | 佐々木章光 | 17.5%  |
| 8    | 第21作 | 12月26日       | 平家伝説殺人事件                  | 『平家伝説殺人事件』 （角川文庫）                            | 黒川智花   | 石原武龍          | 佐々木章光 | 14.9%  |
| 9    | 第22作 | 2006年09月25日 | 佐用姫伝説殺人事件                | 『佐用姫伝説殺人事件』 （中公文庫）                          | 床嶋佳子   | 石原武龍          | 山内宗信   | 14.8%  |
| 10   | 第23作 | 2007年03月26日 | 藍色回廊殺人事件                  | 『藍色回廊殺人事件』 （光文社文庫）                          | 遠野凪子   | 石原武龍 小澤俊介 | 佐々木章光 | 13.3%  |
| 11   | 第24作 | 10月15日       | 漂泊の楽人                        | 『漂泊の楽人』 （中公文庫）                                  | 星野真里   | 石原武龍 小澤俊介 | 山内宗信   | 16.9%  |
| 12   | 第25作 | 2008年04月07日 | 姫島殺人事件                      | 『姫島殺人事件』 （新潮社文庫）                              | 浅見れいな | 石原武龍          | 山内宗信   | 16.0%  |
| 13   | 第26作 | 9月29日        | 津和野殺人事件                    | 『津和野殺人事件』 （徳間文庫）                              | 加藤夏希   | 石原武龍 小澤俊介 | 村上牧人   | 16.8%  |
| 14   | 第27作 | 2009年09月07日 | 斎王の葬列                        | 『斎王の葬列』                                               | 酒井美紀   | 石原武龍          | 村上牧人   | 13.6%  |
| 15   | 第28作 | 10月05日       | 高千穂伝説殺人事件 〜歌わない笛〜 | 『高千穂伝説殺人事件』 『歌わない笛』 （いずれも光文社文庫） | 戸田菜穂   | 石原武龍 早野円   | 山内宗信   | 12.8%  |
| 16   | 第29作 | 2011年02月07日 | 菊池伝説殺人事件                  | 『菊池伝説殺人事件』                                         | 黒谷友香   | 石原武龍          | 村上牧人   | 15.2%  |
| 17   | 第30作 | 9月19日        | 化生の海                          | 『化生の海』                                                 | 石橋杏奈   | 石原武龍          | 村上牧人   | 14.0%  |
| 18   | 第31作 | 2012年09月03日 | 箸墓幻想                          | 『箸墓幻想』 （角川文庫）                                    | 清水由紀   | 石原武龍          | 村上牧人   | 13.1%  |

- 視聴率はビデオリサーチ調べ、関東地区・世帯・リアルタイム。

### 速水もこみち版
| 話数 | 放送回 | 放送日         | サブタイトル     | 原作                                | ヒロイン   | 脚本     | 演出     | 視聴率 |
| ---- | ------ | -------------- | ---------------- | ----------------------------------- | ---------- | -------- | -------- | ------ |
| 1    | 第32作 | 2013年02月25日 | 天河伝説殺人事件 | 『天河伝説殺人事件』 （角川書店刊） | 黒川智花   | 林誠人   | 村上牧人 | 13.9%  |
| 2    | 第33作 | 9月16日        | 蜃気楼           | 『蜃気楼』 （新潮社版）             | 渋谷飛鳥   | 石原武龍 | 村上牧人 | 11.1%  |
| 3    | 第34作 | 2014年11月17日 | 壺霊             | 『壺霊』 （角川文庫版）             | 賀来千香子 | 石原武龍 | 村上牧人 | 10.3%  |
| 4    | 第35作 | 2016年03月28日 | 風のなかの櫻香   | 『風の中の櫻香』 （徳間文庫版）     | 志田未来   | 石原武龍 | 村上牧人 | 8.6%   |

- 視聴率はビデオリサーチ調べ、関東地区・世帯・リアルタイム。

### 平岡祐太版（新・浅見光彦シリーズ）
- 第3作以降は3時間SP（20:00 - 23:07）[101]。

| 話数 | 放送回 | 放送日         | サブタイトル                        | 原作                                  | ヒロイン   | 脚本     | 演出     | 視聴率 |
| ---- | ------ | -------------- | ----------------------------------- | ------------------------------------- | ---------- | -------- | -------- | ------ |
| 1    | 第1作  | 2017年10月30日 | 漂泊の楽人 越後〜沼津・哀しき殺人者 | 『漂泊の楽人』 （講談社文庫版）       | 相楽樹     | 石原武龍 | 鈴木浩介 | 9.0%   |
| 2    | 第2作  | 2018年02月26日 | 後鳥羽伝説殺人事件                  | 『後鳥羽伝説殺人事件』 （角川文庫刊） | 森脇英理子 | 田辺満   | 鈴木浩介 | 10.3%  |
| 3    | 第3作  | 5月21日        | 平家伝説殺人事件                    | 『平家伝説殺人事件』 （角川文庫刊）   | 吉川愛     | 石原武龍 | 村上牧人 | 9.4%   |
| 4    | 第4作  | 12月17日       | 華の下にて                          | 『華の下にて』 （徳間文庫刊）         | 恒松祐里   | 田辺満   | 村上牧人 | 9.3%   |
| 5    | 第5作  | 2019年01月07日 | 天城峠殺人事件                      | 『天城峠殺人事件』 （光文社文庫）     | 谷村美月   | 荒井修子 | 鈴木浩介 | %      |

- 視聴率はビデオリサーチ調べ、関東地区・世帯・リアルタイム。